# Johan Arneng
Bo Johan Peter Arneng (ur. 14 czerwca 1979 w Uddevalli) – piłkarz szwedzki grający na pozycji środkowego pomocnika.

## Życiorys

### Kariera klubowa
Swoją karierę piłkarską Arneng rozpoczął w klubie IFK Sunne. Następnie w 1995 roku podjął treningi w Degerfors IF. W 1998 roku zadebiutował w nim w drugiej lidze szwedzkiej. W tym samym roku odszedł do włoskiego Empoli FC, jednak nie przebił się do składu i nie rozegrał w nim żadnego meczu. W 1999 roku został zawodnikiem Raufoss IL z Norwegii i grał w nim do 2001 roku. Wtedy też odszedł do Vålerenga Fotball. W 2002 roku zdobył z nią Puchar Norwegii.
W 2003 roku Arneng przeszedł do Djurgårdens IF. Zadebiutował w nim 8 kwietnia 2003 w zwycięskim 4:0 wyjazdowym meczu z Östers IF. Wraz z Djurgårdens dwukrotnie wywalczył mistrzostwo Szwecji w sezonach 2003 i 2005. Zdobył też dwa Puchary Szwecji w latach 2004 i 2005. W Djurgårdens grał do końca 2007 roku.
W 2008 roku Arneng został zawodnikiem norweskiego Aalesunds FK. Swój debiut w nim zaliczył 5 kwietnia 2008 w zwycięskim 4:2 domowym meczu z SK Brann. W 2009 roku zdobył z Aalesunds Puchar Norwegii.
Na początku 2011 roku Arneng wrócił do Szwecji i został zawodnikiem klubu Syrianska FC. Swój debiut w nim zanotował 1 maja 2011 w przegranym 0:2 wyjazdowym spotkaniu z Kalmar FF.
W latach 2013–2014 występował w szwedzkim klubie IK Sirius Fotbol.

### Kariera reprezentacyjna
W reprezentacji Szwecji Arneng zadebiutował 22 stycznia 2004 roku w przegranym 0:3 meczu Carlsberg Cup 2004 z Norwegią, rozegranym w Hongkongu. W kadrze narodowej od 2004 do 2005 rozegrał 2 mecze.

## Statystyki

### Klubowe
| Sezon | Klub              | Kraj     | Rozgrywki   | Mecze | Bramki |
| ----- | ----------------- | -------- | ----------- | ----- | ------ |
| 1999  | Raufoss IL        | Norwegia | 1. divisjon | 15    | 1      |
| 2000  | Raufoss IL        | Norwegia | 1. divisjon | 23    | 6      |
| 2001  | Raufoss IL        | Norwegia | 1. divisjon | 21    | 4      |
| 2001  | Vålerenga Fotball | Norwegia | Tippeligaen | 8     | 1      |
| 2002  | Vålerenga Fotball | Norwegia | Tippeligaen | 21    | 3      |
| 2003  | Djurgårdens IF    | Szwecja  | Allsvenskan | 23    | 2      |
| 2004  | Djurgårdens IF    | Szwecja  | Allsvenskan | 25    | 3      |
| 2005  | Djurgårdens IF    | Szwecja  | Allsvenskan | 24    | 3      |
| 2006  | Djurgårdens IF    | Szwecja  | Allsvenskan | 19    | 0      |
| 2007  | Djurgårdens IF    | Szwecja  | Allsvenskan | 22    | 1      |
| 2008  | Aalesunds FK      | Norwegia | Tippeligaen | 21    | 1      |
| 2009  | Aalesunds FK      | Norwegia | Tippeligaen | 27    | 2      |
| 2010  | Aalesunds FK      | Norwegia | Tippeligaen | 25    | 1      |
| 2011  | Syrianska FC      | Szwecja  | Allsvenskan | 13    | 0      |
| 2012  | Syrianska FC      | Szwecja  | Allsvenskan | 28    | 0      |
| 2013  | IK Sirius Fotboll | Szwecja  | I dywizja   | 23    | 3      |
| 2014  | IK Sirius Fotboll | Szwecja  | Superettan  | 27    | 2      |

### Reprezentacyjne
| Mecze i gole w reprezentacji | Mecze i gole w reprezentacji | Mecze i gole w reprezentacji | Mecze i gole w reprezentacji | Mecze i gole w reprezentacji | Mecze i gole w reprezentacji | Mecze i gole w reprezentacji |
| #                            | Data                         | Stadion                      | Rywal                        | Wynik                        | Gol                          | Rozgrywki                    |
| 2004                         | 2004                         | 2004                         | 2004                         | 2004                         | 2004                         | 2004                         |
| ---------------------------- | ---------------------------- | ---------------------------- | ---------------------------- | ---------------------------- | ---------------------------- | ---------------------------- |
| 1.                           | 22.01.2004                   | Hongkong, Hongkong           | Norwegia                     | 0:3                          | 0                            | Carlsberg Cup 2004           |
| 2005                         |                              |                              |                              |                              |                              |                              |
| 2.                           | 17.08.2005                   | Göteborg, Szwecja            | Czechy                       | 2:1                          | 0                            | towarzyski                   |